# 대한민국 민법 제1010조
대한민국 민법 제1010조는 대습상속분에 대한 민법 친족상속법 조문이다.

## 조문
제1010조(대습상속분) ① 제1001조의 규정에 의하여 사망 또는 결격된 자에 가름하여 상속인이 된 자의 상속분은 사망 또는 결격된 자의 상속분에 의한다.
②전항의 경우에 사망 또는 결격된 자의 직계비속이 수인인 때에는 그 상속분은 사망 또는 결격된 자의 상속분의 한도에서 제1009조의 규정에 의하여 이를 정한다. 제1003조제2항의 경우에도 또한 같다.

第1010條(代襲相續分) ① 第1001條의 規定에 依하여 死亡 또는 缺格된 者에 가름하여 相續人이 된 者의 相續分은 死亡 또는 缺格된 者의 相續分에 依한다.
②前項의 境遇에 死亡 또는 缺格된 者의 直系卑屬이 數人인 때에는 그 相續分은 死亡 또는 缺格된 者의 相續分의 限度에서 第1009條의 規定에 依하여 이를 定한다. 第1003條第2項의 境遇에도 또한 같다.

## 참고 문헌
- 오현수, 일본민법, 진원사, 2014. ISBN 978-89-6346-345-2
- 오세경, 대법전, 법전출판사, 2014 ISBN 978-89-262-1027-7
- 이준현, LOGOS 민법 조문판례집, 미래가치, 2015. ISBN 979-1-155-02086-9

## 같이 보기
- 대습상속